# Tomorrow Speculative Fiction
Tomorrow Speculative Fiction, ou tomorrowsf, est un magazine de science-fiction édité par Algis Budrys et publié en version papier et en ligne aux États-Unis de 1993 à 1997.

## Histoire
Le magazine est lancé par Pulphouse Publishing dans le but de passer de l'édition de livres à l'édition de magazines, mais des problèmes de trésorerie conduisent Budrys à racheter le magazine après le premier numéro et à le publier lui-même. Le magazine imprimé parait 24 numéros entre 1992 et 1997, la plupart sortant périodiquement de manière bimestrielle. Le magazine n'est cependant par rentable et, en 1997, Budrys passe à l'édition en ligne, rebaptisant le magazine tomorrowsf. La gratuité du magazine en ligne élargit le lectorat du magazine, mais ce dernier replonge lorsque Budrys commence à facturer les abonnements au magazine. En 1998, Budrys cesse d'acquérir de nouvelles fictions, publiant uniquement des réimpressions de ses propres histoires, et en 1999, il clôt le magazine.[réf. nécessaire]
Tomorrow Speculative Fiction permet la publication de nombreux nouveaux écrivains, même si peu d'entre eux connaissent par la suite une carrière réussie. Parmi les auteurs célèbres qui se dédient[pas clair] au magazine se trouvent Gene Wolfe, Ursula Le Guin et Harlan Ellison The Encyclopedia of Science Fiction cite les roman The Mines of Behemoth de Michael Shea et Another Story de Le Guin, parmi les meilleurs ouvrages publiés dans le magazine, mais commente que le magazine est « plutôt moins satisfaisant que ce à quoi on aurait pu s'attendre de Budrys : un mélange inégal de supérieur et de suffisant ». Mark R. Kelly, critique pour Locus, décrit les histoires comme « professionnelles ». Tomorrow Speculative Fiction est finaliste pour le prix Hugo du meilleur Semiprozine en 1994 et 1995.